# Formuła E Sezon 2020/2021
Formuła E Sezon 2020/2021 – siódmy sezon Formuły E. Sezon rozpoczął się 26 lutego 2021 w Ad-Dirijji, a zakończył się 15 sierpnia 2021 w Berlinie.
Z początkiem sezonu 2020/2021, mistrzostwa Formuły E stały się oficjalnie mistrzostwami świata, dołączając do Formuły 1, World Endurance Championship, Rajdowych Mistrzostw Świata i Rallycrossowych Mistrzostw Świata.
Mistrzostwo świata kierowców wywalczył Nyck de Vries, natomiast tytuł wśród zespołów zdobyła ekipa Mercedes-EQ Formula E Team.

## Lista startowa
| Zespół                           | Konstruktor          | Samochód                        | Opony | Nr | Kierowcy wyścigowi     | Rundy |
| -------------------------------- | -------------------- | ------------------------------- | ----- | -- | ---------------------- | ----- |
| Envision Virgin Racing           | Spark-Audi           | Audi e-tron FE07                | M     | 4  | Robin Frijns           | 1–15  |
| Envision Virgin Racing           | Spark-Audi           | Audi e-tron FE07                | M     | 37 | Nick Cassidy           | 1–15  |
| Mercedes-EQ Formula E Team       | Spark-Mercedes       | Mercedes-EQ Silver Arrows 02    | M     | 5  | Stoffel Vandoorne      | 1–15  |
| Mercedes-EQ Formula E Team       | Spark-Mercedes       | Mercedes-EQ Silver Arrows 02    | M     | 17 | Nyck de Vries          | 1–15  |
| Dragon/Penske Autosport          | Spark-Penske         | Penske EV-4 Penske EV-5         | M     | 6  | Nico Müller            | 1–7   |
| Dragon/Penske Autosport          | Spark-Penske         | Penske EV-4 Penske EV-5         | M     | 6  | Joel Eriksson          | 8–15  |
| Dragon/Penske Autosport          | Spark-Penske         | Penske EV-4 Penske EV-5         | M     | 7  | Sérgio Sette Câmara    | 1–15  |
| NIO 333 FE Team                  | Spark-NIO            | NIO 333 FE001                   | M     | 8  | Oliver Turvey          | 1–15  |
| NIO 333 FE Team                  | Spark-NIO            | NIO 333 FE001                   | M     | 88 | Tom Blomqvist          | 1–15  |
| Jaguar Racing                    | Spark-Jaguar         | Jaguar I-Type 5                 | M     | 10 | Sam Bird               | 1–15  |
| Jaguar Racing                    | Spark-Jaguar         | Jaguar I-Type 5                 | M     | 20 | Mitch Evans            | 1–15  |
| Audi Sport ABT Schaeffler        | Spark-Audi           | Audi e-tron FE07                | M     | 11 | Lucas Di Grassi        | 1–15  |
| Audi Sport ABT Schaeffler        | Spark-Audi           | Audi e-tron FE07                | M     | 33 | René Rast              | 1–15  |
| DS Techeetah                     | Spark-DS Automobiles | DS E-Tense FE20 DS E-Tense FE21 | M     | 13 | António Félix da Costa | 1–15  |
| DS Techeetah                     | Spark-DS Automobiles | DS E-Tense FE20 DS E-Tense FE21 | M     | 25 | Jean-Éric Vergne       | 1–15  |
| Nissan e.dams                    | Spark-Nissan         | Nissan IM02 Nissan IM03         | M     | 22 | Oliver Rowland         | 1–15  |
| Nissan e.dams                    | Spark-Nissan         | Nissan IM02 Nissan IM03         | M     | 23 | Sébastien Buemi        | 1–15  |
| BMW i Andretti Autosport         | Spark-BMW            | BMW iFE.21                      | M     | 27 | Jake Dennis            | 1–15  |
| BMW i Andretti Autosport         | Spark-BMW            | BMW iFE.21                      | M     | 28 | Maximilian Günther     | 1–15  |
| Mahindra Racing                  | Spark-Mahindra       | Mahindra M7Electro              | M     | 29 | Alexander Sims         | 1–15  |
| Mahindra Racing                  | Spark-Mahindra       | Mahindra M7Electro              | M     | 94 | Alex Lynn              | 1–15  |
| TAG Heuer Porsche Formula E Team | Spark-Porsche        | Porsche 99X Electric            | M     | 36 | André Lotterer         | 1–15  |
| TAG Heuer Porsche Formula E Team | Spark-Porsche        | Porsche 99X Electric            | M     | 99 | Pascal Wehrlein        | 1–15  |
| ROKiT Venturi Racing             | Spark-Mercedes       | Mercedes-EQ Silver Arrows 02    | M     | 48 | Edoardo Mortara        | 1–15  |
| ROKiT Venturi Racing             | Spark-Mercedes       | Mercedes-EQ Silver Arrows 02    | M     | 71 | Norman Nato            | 1–15  |

### Przed rozpoczęciem sezonu

#### Zmiany wśród zespołów
- Firma Panasonic przestała być sponsorem tytularnym Jaguar Racing[31].
- Firma GEOX przestała być sponsorem tytularnym ekipy Dragon. Do nazwy zespołu dołączono nazwę Penske[2].

#### Zmiany wśród kierowców
- Po sezonie 2019/2020, Sam Bird opuścił zespół Envision Virgin Racing i przeniósł się do ekipy Panasonic Jaguar Racing, zastępując Jamesa Calado[14].
- Nick Cassidy zastąpi Sama Birda w ekipie Envision Virgin Racing[4].
- Po dwóch sezonach, Felipe Massa opuścił zespół Venturi[32]. Jego miejsce zajmie Norman Nato, dotychczasowy kierowca rezerwowy ekipy[30]
- Pascal Wehrlein zastąpił Neela Janiego w ekipie Porsche[28].
- Alexander Sims opuścił BMW i Andretti Motorsport i przeniósł się do zespołu Mahindra Racing, zastępując Jérôme'a d’Ambrosio[26]. Belg został kierowcą rezerwowym Venturi[33].
- Jake Dennis zastąpił Alexandra Simsa w zespole BMW i Andretti Motorsport[23].
- Tom Blomqvist został partnerem zespołowym Olivera Turveya w ekipie NIO 333 FE Team[12].
- Alex Lynn, który zastępował Pascala Werhleina w ostatnich wyścigach sezonu 2019/2020, zajmie drugi kokpit w samochodzie zespołu Mahindra Racing[25].

### W trakcie sezonu

#### Zmiany wśród kierowców
- Ze względu na obowiązki w serii DTM, Nico Müller opuścił ePrix Puebli. Z tego samego powodu zdecydował się wycofać z mistrzostw[34]. Podczas wyścigów na tamtejszym torze, a także już do końca sezonu zastąpi go Joel Eriksson[8].

## Kalendarz
Prowizoryczny kalendarz na sezon 2020/2021 został opublikowany 19 czerwca 2020 roku. W październiku 2020 dokonano korekty kalendarza. W styczniu 2021 dokonano kolejnych korekt w kalendarzu. W kwietniu 2021 ogłoszono kolejne fazy sezonu.
| Runda | Miasto      | Kraj              | Tor                            | Schemat          | Data             |
| ----- | ----------- | ----------------- | ------------------------------ | ---------------- | ---------------- |
| 1     | Ad-Dirijja  | Arabia Saudyjska  | Riyadh Street Circuit          |                  | 26 lutego 2021   |
| 2     | Ad-Dirijja  | Arabia Saudyjska  | Riyadh Street Circuit          | 27 lutego 2021   |                  |
| 3     | Rzym        | Włochy            | Circuto Cittadino dell’EUR     |                  | 10 kwietnia 2021 |
| 4     | Rzym        | Włochy            | Circuto Cittadino dell’EUR     | 11 kwietnia 2021 |                  |
| 5     | Walencja    | Hiszpania         | Circuit Ricardo Tormo          |                  | 24 kwietnia 2021 |
| 6     | Walencja    | Hiszpania         | Circuit Ricardo Tormo          | 25 kwietnia 2021 |                  |
| 7     | Monte Carlo | Monako            | Circuit de Monaco              |                  | 8 maja 2021      |
| 8     | Puebla      | Meksyk            | Autódromo Miguel E. Abed       |                  | 19 czerwca 2021  |
| 9     | Puebla      | Meksyk            | Autódromo Miguel E. Abed       | 20 czerwca 2021  |                  |
| 10    | Nowy Jork   | Stany Zjednoczone | Brooklyn Street Circuit        |                  | 10 lipca 2021    |
| 11    | Nowy Jork   | Stany Zjednoczone | Brooklyn Street Circuit        | 11 lipca 2021    |                  |
| 12    | Londyn      | Wielka Brytania   | ExCeL                          |                  | 24 lipca 2021    |
| 13    | Londyn      | Wielka Brytania   | ExCeL                          | 25 lipca 2021    |                  |
| 14    | Berlin      | Niemcy            | Port lotniczy Berlin-Tempelhof |                  | 14 sierpnia 2021 |
| 15    | Berlin      | Niemcy            | Port lotniczy Berlin-Tempelhof |                  | 15 sierpnia 2021 |

### Zmiany w kalendarzu
- Wyścig o ePrix Monako powróci do kalendarza, jako że runda odbywa się co dwa lata, na przemian z Historycznym Grand Prix.
- ePrix Ad-Dirijji został przeniesione z listopada na lutego. Ponadto runda w Arabii Saudyjskiej została pierwszą w historii Formuły E, która odbędzie się przy sztucznym oświetleniu[39].
- W kalendarzu znalazły się wyścigi w Walencji i w Puebli. Hiszpańska runda odbędzie się na obiekcie Circuit Ricardo Tormo[37], natomiast meksykańska na torze Autódromo Miguel E. Abed[38]. Rundy te będą podwójne[38].
- ePrix Rzymu zostanie przywrócony do kalendarza. Runda była uwzględniona w sezonie 2019/2020, ale została odwołana wskutek pandemii COVID-19. Wyścig w stolicy Włoch będzie podwójną rundą.
- Docelowo do kalendarza ma powrócić ePrix Londynu. Runda odbędzie się wokół centrum ExCeL. Eliminacja w Londynie została uwzględniona w sezonie 2019/2020, ale została odwołana wskutek pandemii COVID-19.
- ePrix Santiago miał stać się pierwszym wyścigiem sezonu jako podwójna runda, jednak w grudniu 2020, ze względu na nową odmianę koronawirusa i zamknięcie granic dla osób przybywających z Wielkiej Brytanii, runda została przełożona na późniejszy termin[40]. Oficjalnie podwójna runda miała odbyć się w dniach 5-6 czerwca[37], jednak w kwietniu zdecydowano o zaniechaniu wyścigu w sezonie 2020/2021[38].
- Wyścigi w Sanyi i Meksyku, zaplanowane odpowiednio na 13 lutego i 13 marca zostały początkowo przełożone[36], a następnie odwołane[38].
- Podwójna runda o ePrix Nowego Jorku powróci do kalendarza[38]. Jedna runda w tym mieście planowana była w sezonie 2019/2020, ale została odwołana wskutek pandemii COVID-19.
- Pierwotnie w prowizorycznym kalendarzu znalazł się wyścig w Seulu. Runda w stolicy Korei Południowej uwzględniona była w sezonie 2019/2020, ale wyścig został odwołany wskutek pandemii COVID-19. Runda w sezonie 2020/2021 ostatecznie nie została uwzględniona.
- Pierwotnie w prowizorycznym kalendarzu znalazł się wyścig w Paryżu. W styczniu 2021, władze Formuły E zaprezentowały korekty w kalendarzu, gdzie zdjęto wyścig w stolicy Francji[37].
- Pierwotnie wyścig o ePrix Marrakeszu nie znajdował się w prowizorycznym kalendarzu, później znalazł się w terminarzu zaprezentowanym w styczniu 2021[37]. Ostatecznie zrezygnowano z organizacji wyścigu[38].

## Wyniki
| Runda | Miasto     | Pole position          | Najszybsze okrążenie | Zwycięzca (kierowcy)   | Zwycięzca (zespoły)        | Wyniki |
| ----- | ---------- | ---------------------- | -------------------- | ---------------------- | -------------------------- | ------ |
| 1     | Ad-Dirijja | Nyck de Vries          | Stoffel Vandoorne    | Nyck de Vries          | Mercedes-EQ Formula E Team | Wyniki |
| 2     | Ad-Dirijja | Robin Frijns           | Nyck de Vries        | Sam Bird               | Jaguar Racing              | Wyniki |
| 3     | Rzym       | Stoffel Vandoorne      | Mitch Evans          | Jean-Éric Vergne       | DS Techeetah               | Wyniki |
| 4     | Rzym       | Nick Cassidy           | Nyck de Vries        | Stoffel Vandoorne      | Mercedes-EQ Formula E Team | Wyniki |
| 5     | Walencja   | António Félix da Costa | Robin Frijns         | Nyck de Vries          | Mercedes-EQ Formula E Team | Wyniki |
| 6     | Walencja   | Jake Dennis            | Alexander Sims       | Jake Dennis            | BMW i Andretti Autosport   | Wyniki |
| 7     | Monako     | António Félix da Costa | Stoffel Vandoorne    | António Félix da Costa | DS Techeetah               | Wyniki |
| 8     | Puebla     | Pascal Wehrlein        | Oliver Rowland       | Lucas Di Grassi        | Audi Sport ABT Schaeffler  | Wyniki |
| 9     | Puebla     | Oliver Rowland         | René Rast            | Edoardo Mortara        | ROKiT Venturi Racing       | Wyniki |
| 10    | Nowy Jork  | Nick Cassidy           | Norman Nato          | Maximilian Günther     | BMW i Andretti Autosport   | Wyniki |
| 11    | Nowy Jork  | Sam Bird               | Mitch Evans          | Sam Bird               | Jaguar Racing              | Wyniki |
| 12    | Londyn     | Alex Lynn              | Mitch Evans          | Jake Dennis            | BMW i Andretti Autosport   | Wyniki |
| 13    | Londyn     | Stoffel Vandoorne      | Robin Frijns         | Alex Lynn              | Mahindra Racing            | Wyniki |
| 14    | Berlin     | Jean-Éric Vergne       | René Rast            | Lucas Di Grassi        | Audi Sport ABT Schaeffler  | Wyniki |
| 15    | Berlin     | Stoffel Vandoorne      | Lucas Di Grassi      | Norman Nato            | ROKiT Venturi Racing       | Wyniki |

## Klasyfikacje
Punkty są przyznawane według następującego klucza:
| Pozycja | 1. | 2. | 3. | 4. | 5. | 6. | 7. | 8. | 9. | 10. | G | PP | NO |
| ------- | -- | -- | -- | -- | -- | -- | -- | -- | -- | --- | - | -- | -- |
| Punkty  | 25 | 18 | 15 | 12 | 10 | 8  | 6  | 4  | 2  | 1   | 1 | 3  | 1  |

| Legenda oznaczeń w tabelach wyników Wyświetl szablon na nowej stronie | Legenda oznaczeń w tabelach wyników Wyświetl szablon na nowej stronie                                                                     |
| Oznaczenie                                                            | Wyjaśnienie |
| --------------------------------------------------------------------- | --- |
| Złoty                                                                 | Zwycięzca lub mistrzostwo |
| Srebrny                                                               | 2. miejsce lub wicemistrzostwo |
| Brązowy                                                               | 3. miejsce lub II wicemistrzostwo |
| Zielony                                                               | Ukończył, punktował (w klasyfikacji generalnej, gdy zdobył co najmniej jeden punkt na przestrzeni sezonu, poza trzema powyższymi opcjami) |
| Niebieski                                                             | Ukończył, nie punktował (w klasyfikacji generalnej, gdy nie zdobył co najmniej jednego punktu na przestrzeni sezonu)                      |
| Czerwony                                                              | Nie zakwalifikował się (NZ) |
| Czerwony                                                              | Nie prekwalifikował się (NPK) |
| Różowy                                                                | Nie ukończył (NU) |
| Różowy                                                                | Niesklasyfikowany (NS) (w klasyfikacji generalnej, gdy nie został sklasyfikowany w żadnym wyścigu sezonu)                                 |
| Czarny                                                                | Zdyskwalifikowany (DK) |
| Czarny                                                                | Wykluczony (WYK/EX) |
| Biały                                                                 | Nie wystartował (NW) |
| Biały                                                                 | Kontuzjowany (K/INJ) |
| Biały                                                                 | Wyścig odwołany (OD/C) |
| Bez koloru                                                            | Został wycofany (WYC/WD) |
| Bez koloru                                                            | Nie przybył (NP/DNA) |
| Bez koloru                                                            | Nie brał udziału w treningach (NT/DNP) |
| Bez koloru                                                            | Nie został zgłoszony (–) |
| Pogrubienie                                                           | Start z pole position |
| Kursywa                                                               | Najszybsze okrążenie wyścigu |
| †                                                                     | Nie ukończył, ale jego rezultat został zaliczony ze względu na przejechanie więcej niż 90% dystansu wyścigu.                              |
| *                                                                     | Sezon w trakcie |
| 1/2/3                                                                 | Punktowana pozycja w sprincie |
| Lista systemów punktacji Formuły 1                                    | |

### Kierowcy
| Poz. | Kierowca               | Arabia Saudyjska | Arabia Saudyjska | Włochy | Włochy | Hiszpania | Hiszpania | Monako | Meksyk | Meksyk | Stany Zjednoczone | Stany Zjednoczone | Wielka Brytania | Wielka Brytania | Niemcy | Niemcy | Punkty |
| ---- | ---------------------- | ---------------- | ---------------- | ------ | ------ | --------- | --------- | ------ | ------ | ------ | ----------------- | ----------------- | --------------- | --------------- | ------ | ------ | ------ |
| 1    | Nyck de Vries          | 1ⁿ*              | 9*               | NU*    | NU*    | 1         | 16*       | NU*    | 9*     | NU*    | 13*               | 18*               | 2*              | 2*              | 22*    | 8*     | 99     |
| 2    | Edoardo Mortara        | 2                | NW               | NU     | 4      | NU        | 9         | 12     | 3      | 1      | 14                | 17                | 9               | 11              | 2      | NU     | 92     |
| 3    | Jake Dennis            | 12*              | NU               | NU     | 13     | 8         | 1ⁿ        | 16     | 5      | 5ⁿ     | NU                | 16                | 1               | 9               | 5      | NU     | 91     |
| 4    | Mitch Evans            | 3                | NU               | 3      | 6      | NU        | 15        | 3      | 8      | 9      | NU                | 13                | 14              | 3               | 3      | NU     | 90     |
| 5    | Robin Frijns           | 17               | 2ⁿ               | 4      | 18     | 6         | 19        | 2ⁿ     | 16     | 11     | 5                 | 8                 | 13              | 4               | 15     | 12     | 89     |
| 6    | Sam Bird               | NU               | 1                | 2*     | NU*    | DK*       | 14        | 7*     | NU*    | 12     | 9*                | 1ⁿ*               | NU*             | NU*             | NU*    | 7*     | 87     |
| 7    | Lucas Di Grassi        | 9*               | 8*               | NU     | NU     | 7*        | 10*       | 10     | 1*     | 18*    | 3                 | 14*               | 6               | DK              | 1      | 20*    | 87     |
| 8    | António Félix da Costa | 11*              | 3*               | NU*    | 7*     | DK*       | 22*       | 1*     | 6*     | NU*    | 12*               | 3*                | 8*              | NU*             | 7      | NU*    | 86     |
| 9    | Stoffel Vandoorne      | 8*               | 13*              | NU*    | 1*     | 3*        | NU*       | NU*    | 7*     | 13*    | NU*               | 12*               | 7*              | 15*             | 12*    | 3ⁿ*    | 82     |
| 10   | Jean-Éric Vergne       | 15               | 12               | 1      | 11     | 9         | 7         | 4*     | NU     | 8      | 2*                | NU                | 12*             | 12              | 6ⁿ     | 11     | 80     |
| 11   | Pascal Wehrlein        | 5                | 10               | 7      | 3      | NU        | 18        | NU     | DKⁿ    | 4*     | NU                | 4                 | 10              | 5               | 21     | 6      | 79     |
| 12   | Alex Lynn              | NU               | NU               | 8      | 17     | DKⁿ       | 3         | 9      | 10     | 6      | 11                | 9                 | 3               | 1ⁿ*             | 20*    | 13     | 78     |
| 13   | René Rast              | 4                | 17               | 6      | NU     | 5         | 6         | NU     | 2      | 10     | 10                | 20                | 5               | NU              | 9      | 9      | 78     |
| 14   | Oliver Rowland         | 6                | 7                | 12ⁿ    | 16     | DK        | 4         | 6      | DK     | 3      | 7                 | 19                | DK              | 18              | 13     | 2      | 77     |
| 15   | Nick Cassidy           | 19               | 14               | 15     | NU     | 4*        | 13*       | 8      | NU     | 2      | 4                 | 2                 | 11              | 7               | 14     | 17     | 76     |
| 16   | Maximilian Günther     | NU               | NU               | 9      | 5      | NU        | 12        | 5      | 12     | 7      | 1                 | 10                | 18              | 6               | 8      | 15     | 66     |
| 17   | André Lotterer         | 16               | 11               | 14     | 15     | NU        | 2         | 17     | DK     | 17     | 8                 | 5                 | 4ⁿ              | 17              | 10     | 4      | 58     |
| 18   | Norman Nato            | 14               | 16               | 11     | DKⁿ    | NS        | 5         | 13     | 14     | NU     | 15                | 7                 | NS              | NU              | 4      | 1      | 54     |
| 19   | Alexander Sims         | 7                | 15               | NU     | 2      | DK        | 23        | NU     | 4      | NU     | NU                | 6                 | NU              | 16              | 17*    | 5      | 54     |
| 20   | Nico Müller            | 21               | 5                | 13     | 9      | 2         | 20        | 18     |        |        |                   |                   |                 |                 |        |        | 30     |
| 21   | Sébastien Buemi        | 13               | NU               | 5      | 10     | NU        | 11        | 11     | DK     | 14     | 6ⁿ                | 15                | DK              | 13              | 11     | 14     | 20     |
| 22   | Sérgio Sette Câmara    | 20               | 4*               | 16*    | 12*    | NU        | 21        | 15     | 15     | 16     | 18                | 11                | 17              | 8               | 18     | 18     | 16     |
| 23   | Oliver Turvey          | 10               | 6                | NW     | 14     | NS        | 8         | 19     | 11     | NU     | NU                | NU                | 15              | 14              | 19     | 19     | 13     |
| 24   | Tom Blomqvist          | 18               | 18               | 10     | 8      | NS        | 17        | 14     | 13     | NU     | 16                | 21                | NS              | 19              | NS     | 10     | 6      |
| 25   | Joel Eriksson          |                  |                  |        |        |           |           |        | 17     | 15     | 17                | 22                | 16              | 10              | 16     | 16     | 1      |
| Poz. | Kierowca               | Arabia Saudyjska | Arabia Saudyjska | Włochy | Włochy | Hiszpania | Hiszpania | Monako | Meksyk | Meksyk | Stany Zjednoczone | Stany Zjednoczone | Wielka Brytania | Wielka Brytania | Niemcy | Niemcy | Punkty |

Uwagi:

Pogrubienie – PP
Kursywa – Najszybsze okrążenie
* – FanBoost
† – Kierowca, który nie ukończył wyścigu, ale przejechał 90% dystansu wyścigu
ⁿ – Najszybszy w grupie kwalifikacyjnej

### Zespoły
| Poz. | Zespół                                   | #  | Arabia Saudyjska | Arabia Saudyjska | Włochy | Włochy | Hiszpania | Hiszpania | Monako | Meksyk | Meksyk | Stany Zjednoczone | Stany Zjednoczone | Wielka Brytania | Wielka Brytania | Niemcy | Niemcy | Punkty |
| ---- | ---------------------------------------- | -- | ---------------- | ---------------- | ------ | ------ | --------- | --------- | ------ | ------ | ------ | ----------------- | ----------------- | --------------- | --------------- | ------ | ------ | ------ |
| 1    | Mercedes-EQ Formula E Team               | 5  | 8                | 13               | NU     | 1      | 3         | NU        | NU     | 7      | 13     | NU                | 12                | 7               | 15              | 12     | 3ⁿ     | 181    |
| 1    | Mercedes-EQ Formula E Team               | 17 | 1ⁿ               | 9                | NU     | NU     | 1         | 16        | NU     | 9      | NU     | 13                | 18                | 2               | 2               | 22     | 8      | 181    |
| 2    | Jaguar Racing                            | 10 | NU               | 1                | 2      | NU     | DK        | 14        | 7      | NU     | 12     | 9                 | 1ⁿ                | NU              | NU              | NU     | 7      | 177    |
| 2    | Jaguar Racing                            | 20 | 3                | NU               | 3      | 6      | NU        | 15        | 3      | 8      | 9      | NU                | 13                | 14              | 3               | 3      | NU     | 177    |
| 3    | DS Techeetah                             | 13 | 11               | 3                | NU     | 7      | DK        | 22        | 1      | 6      | NU     | 12                | 3                 | 8               | NU              | 7      | NU     | 166    |
| 3    | DS Techeetah                             | 25 | 15               | 12               | 1      | 11     | 9         | 7         | 4      | NU     | 8      | 2                 | NU                | 12              | 12              | 6ⁿ     | 11     | 166    |
| 4    | Audi Sport ABT Schaeffler Formula E Team | 11 | 9                | 8                | NU     | NU     | 7         | 10        | 10     | 1      | 18     | 3                 | 14                | 6               | DK              | 1      | 20     | 165    |
| 4    | Audi Sport ABT Schaeffler Formula E Team | 33 | 4                | 17               | 6      | NU     | 5         | 6         | NU     | 2      | 10     | 10                | 20                | 5               | NU              | 9      | 9      | 165    |
| 5    | Envision Virgin Racing                   | 4  | 17               | 2ⁿ               | 4      | 18     | 6         | 19        | 2ⁿ     | 16     | 11     | 5                 | 8                 | 13              | 4               | 15     | 12     | 165    |
| 5    | Envision Virgin Racing                   | 37 | 19               | 14               | 15     | NU     | 4         | 13        | 8      | NU     | 2      | 4                 | 2                 | 11              | 7               | 14     | 17     | 165    |
| 6    | BMW i Andretti Motorsport                | 27 | 12               | NU               | NU     | 13     | 8         | 1ⁿ        | 16     | 5      | 5ⁿ     | NU                | 16                | 1               | 9               | 5      | NU     | 157    |
| 6    | BMW i Andretti Motorsport                | 28 | NU               | NU               | 9      | 5      | NU        | 12        | 5      | 12     | 7      | 1                 | 10                | 18              | 6               | 8      | 15     | 157    |
| 7    | ROKiT Venturi Racing                     | 48 | 2                | NW               | NU     | 4      | NU        | 9         | 12     | 3      | 1      | 14                | 17                | 9               | 11              | 2      | NU     | 146    |
| 7    | ROKiT Venturi Racing                     | 71 | 14               | 16               | 11     | DKⁿ    | NS        | 5         | 13     | 14     | NU     | 15                | 7                 | NS              | NU              | 4      | 1      | 146    |
| 8    | TAG Heuer Porsche Formula E Team         | 36 | 16               | 11               | 14     | 15     | NU        | 2         | 17     | DK     | 17     | 8                 | 5                 | 4ⁿ              | 17              | 10     | 4      | 137    |
| 8    | TAG Heuer Porsche Formula E Team         | 99 | 5                | 10               | 7      | 3      | NU        | 18        | NU     | DKⁿ    | 4      | NU                | 4                 | 10              | 5               | 21     | 6      | 137    |
| 9    | Mahindra Racing                          | 29 | 7                | 15               | NU     | 2      | DK        | 23        | NU     | 4      | NU     | NU                | 6                 | NU              | 16              | 17     | 5      | 132    |
| 9    | Mahindra Racing                          | 94 | NU               | NU               | 8      | 17     | DKⁿ       | 3         | 9      | 10     | 6      | 11                | 9                 | 3               | 1ⁿ              | 20     | 13     | 132    |
| 10   | Nissan e.dams                            | 22 | 6                | 7                | 12ⁿ    | 16     | DK        | 4         | 6      | DK     | 3      | 7                 | 19                | DK              | 18              | 13     | 2      | 97     |
| 10   | Nissan e.dams                            | 23 | 13               | NU               | 5      | 10     | NU        | 11        | 11     | DK     | 14     | 6ⁿ                | 15                | DK              | 13              | 11     | 14     | 97     |
| 11   | Dragon/Penske Autosport                  | 6  | 21               | 5                | 13     | 9      | 2         | 20        | 18     | 17     | 15     | 17                | 22                | 16              | 10              | 16     | 16     | 47     |
| 11   | Dragon/Penske Autosport                  | 7  | 20               | 4                | 16     | 12     | NU        | 21        | 15     | 15     | 16     | 18                | 11                | 17              | 8               | 18     | 18     | 47     |
| 12   | NIO 333 FE Team                          | 8  | 10               | 6                | NW     | 14     | NS        | 8         | 19     | 11     | NU     | NU                | NU                | 15              | 14              | 19     | 19     | 19     |
| 12   | NIO 333 FE Team                          | 88 | 18               | 18               | 10     | 8      | NS        | 17        | 14     | 13     | NU     | 16                | 21                | NS              | 19              | NS     | 10     | 19     |
| Poz. | Zespół                                   | #  | Arabia Saudyjska | Arabia Saudyjska | Włochy | Włochy | Hiszpania | Hiszpania | Monako | Meksyk | Meksyk | Stany Zjednoczone | Stany Zjednoczone | Wielka Brytania | Wielka Brytania | Niemcy | Niemcy | Punkty |